# سیارک ۴۶۰۴
سیارک ۴۶۰۴ (به انگلیسی: 4604 Stekarstrom، نامگذاری:1987SK) چهار هزار و ششصد و چهارمین سیارک کشف شده‌است که در ۱۸ سپتامبر ۱۹۸۷ کشف شد.